# Schlippenbach
von Schlippenbach är en uradlig ätt från Westfalen som är känd sedan 1384, varav en gren flyttade till Livland där Johan von Schlippenbach var arvherre i mitten av 1500-talet. Från denna gren härstammade Christoph Karl von Schlippenbach (1624-1660) som blev friherre och greve i Sverige 1654 med nr 20 på Riddarhuset och arméofficeren Wolmar Anton von Schlippenbach (1653-1721). De icke-grevliga grenarna av ätten är immatrikulerade på riddarhusen i Mitau och Riga. Deras friherrliga titel bekräftades av kejserliga senaten 1857, 1862 och 1869.

## Historia

### Tyskland
Från mitten av 1100-talet uppträdde flera adliga ätter i grevskapet Mark i Westfalen. Dessa släkter, som namngavs efter sina respektive gods, inkluderade Kettinghausen, Rönen, Budberg genannt Bönninghausen, Altena, Lüdenscheid, Nordhoff och Neuhoff. De förenades av ett gemensamt vapenmotiv: en kedja. Till denna släktgrupp hör även ätten Slippenbeke, senare känd som Schlippenbach.
De tidigaste kända medlemmarna av släkten var bröderna Hans, Rötger och Herman, som omnämns i ett fejdebrev daterat den 3 september 1384, bevarat i Kölns stadsarkiv. Under 1300- och 1400-talen fanns släkten representerad både i grevskapet Mark och i hertigdömet Berg. Till den senare grenen hörde bröderna Henrik och Gotthard, vilka nämns i en handling från den 2 november 1405. Henrik Slippenbeke sålde år 1408, tillsammans med sina bröder Luytgen, Eberhard och Pilgrim, jordegendomar i Herrenstrunden och nämns fortfarande i dokument från Westfalen år 1420.
En nutida medlem av den tyska grenen är kompositören och jazzpianisten Alexander von Schlippenbach (född 7 april 1938 i Berlin).

### Livland
Enligt ännu obekräftade uppgifter skulle Henrik Slippenbeke ha varit den första medlemmen av ätten som bosatte sig i Livland. Det finns dock dokumentation om en Johan Slippenbeke, som omnämns vid ett vittnesförhör i Reval den 1 augusti 1492 och som år 1518 satte sitt sigill på en handling förvarad i det livländska riddarhusarkivet. Två personer med samma namn återfinns i dokument från 1546, varav den ene ägde ett numera försvunnet gods vid namn Pyrtz, medan den andre, Johan, innehade godset Bornhusen i Hallist socken, Livland.

### Kurland och Sverige
Från Johans bror Melchior von Schlippenbach (1559–1580), ägare av Wormsahten i Kurland, härstammar en ännu levande kurländsk gren av ätten. En av Johans ättlingar, även han med namnet Johan, var far till bland andra Wolmar von Schlippenbach, som blev löjtnant vid ridderskapets och adelns rusttjänst i Dorpatska kretsen 1621. Han befordrades till ryttmästare 1648 och erhöll samma år en donation på 25 hemman i Birkkala socken, Finland. Senare tjänstgjorde han som landrichter i Livland och var 1659–1660 en av de svenska kommissarierna vid gränsregleringen med Ryssland. År 1630 erhöll han bekräftelse från Gustav II Adolf på sin besittningsrätt till godset Bornhusen.
Vid arvskiftet efter Wolmar von Schlippenbach år 1678 delades Bornhusen i Alt Bornhusen, som tillföll sonen Johan, och Neu Bornhusen, som tillföll sonen Fredrik Johan. Deras bror, Gustaf Vilhelm von Schlippenbach, erhöll godset Toikkala i Finland. Alt Bornhusen gick senare över till släkten Schlippenbach af Salingen genom giftermål mellan Johans ättling, kapten Bernt Fredriks dotter Sigrid Charlotta, och en medlem av denna gren.
När Fredrik Johans söner avled utan arvingar, ärvde deras bror Gustaf Vilhelm von Schlippenbach Neu Bornhusen. Han var överstelöjtnant vid Vellingks ingermanländska regemente och kommendant på Nöteborg, som han tvingades kapitulera till ryska styrkor den 13 oktober 1702 efter tappert försvar. Neu Bornhusen ärvdes därefter av hans son Georg Gustaf von Schlippenbach (1681–1743), som var överstelöjtnant vid Södra skånska kavalleriregementet.
En av de mest framstående medlemmarna av ätten var Wolmar Anton von Schlippenbach (1658–1739), som tjänstgjorde som svensk generalmajor och vice guvernör i Estland innan han övergick i rysk tjänst som generallöjtnant och geheimekrigsråd. Han var gift med friherrinnan Helena von Liewen. Deras söner inkluderade Christer Reinhold von Schlippenbach, överste vid Södermanlands regemente, som stupade vid Fredrikshald den 24 juni 1716, samt Henrik Johan von Schlippenbach, överstelöjtnant och gift med friherrinnan Juliana Helena von Fersen. Denna gren av ätten är numera utdöd.
En annan gren, härstammande från Johan von Schlippenbach till Gross Salingen, fortlever dock. Otto Johan von Schlippenbach, som gifte sig med arvtagerskan till Alt Bornhusen, Sigrid Charlotta von Schlippenbach, erhöll friherrlig värdighet av den romerske kejsaren den 25 oktober 1768.
En ytterligare, sannolikt ännu levande, kurländsk gren av ätten härstammar från Fredrik Johan von Schlippenbach, son till Christoffer von Schlippenbach i dennes andra äktenskap. Genom sitt giftermål med Anna von Goes blev han ägare till godset Duppeln i Kurland.

## Svenska grevliga ätten Schlippenbach
Den grevliga ättens medlemmar skriver sig ännu grevar till Skövde, friherrar till Liuksiala och Salingen. I Tyskland innehar ätten det 1848 stiftade fideikommisset Schönermark med Arendsee, Christianenhof, Raakow, Wilhelmshof, Wittstock och Ferdinandshorst i kretsen Prentzlau i Brandenburg.